# Sprottenflachköpfe
Die Sprottenflachköpfe (Parabembras (Gr.: para = neben, bembras, -ados = Anchovis)) sind eine Fischgattung aus der Ordnung der Barschartigen (Perciformes). Die beiden Arten der Gattung leben im südwestlichen Indischen Ozean von Durban bis zum südlichen Mosambik und im westlichen Pazifik vom nördlichen Südchinesischen Meer bis zum südlichen Japan in Tiefen von 200 bis 600 Metern.

## Merkmale
Es sind kleine bis mittelgroße, rosarote bzw. orangerote Fische, die eine Länge von 15 bis 24 Zentimeter erreichen können. Ihr Körper ist langgestreckt, der Kopf abgeflacht, die Schnauze spitz, die Augen groß. Die Bauchflossen befinden sich unterhalb des Brustflossenansatzes. Die beiden Rückenflossen sind deutlich getrennt. Die Bodenbewohner haben keine Schwimmblase und ernähren sich räuberisch von kleinen Tieren.

## Systematik
Bei Fishbase und beim World Register of Marine Species ist Parabembras die einzige Gattung der Familie Parabembridae. Der amerikanische Ichthyologe Joseph S. Nelson ordnet sie den Tiefsee-Plattköpfen (Bembridae) zu.

## Arten
- Parabembras curtus (Temminck & Schlegel, 1843)
- Parabembras multisquamata Kai & Fricke, 2018[1]
- Parabembras robinsoni Regan, 1921